# Hãng hàng không vận tải

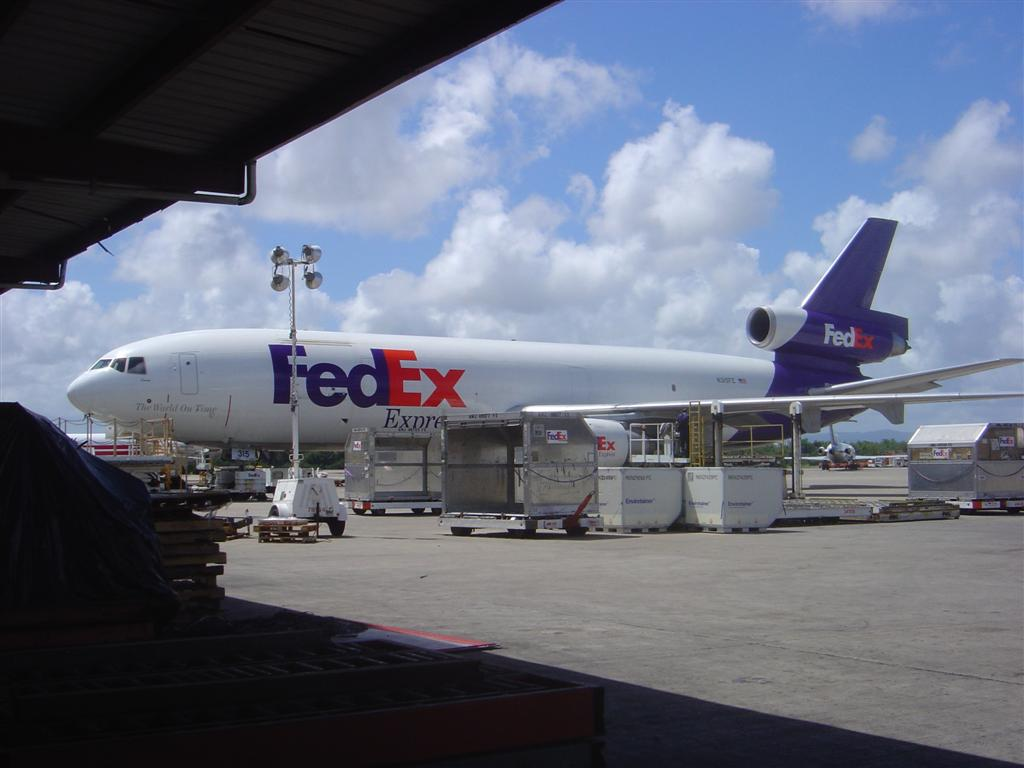
FedEx DC-10

Hãng hàng không vận chuyển hàng hóa (hay hãng vận tải trên không, còn gọi tắt là hãng hàng không hóa vận) là những hãng hàng không chuyên dụng cho việc vận chuyển hàng hóa. Một số hãng vận chuyển là một bộ phận hoặc là một công ty con của hãng vận chuyển hành khách lớn hơn.

## Máy bay được sử dụng
Hãng hàng không vận chuyển lớn hay hướng về sử dụng máy bay lắp ráp mới hoặc được lắp ráp gần đây để chuyên chở hàng hóa, nhưng một số hãng sử dụng máy bay cũ hơn, như Boeing 707, Boeing 727, Douglas DC-8 và Ilyushin IL-76, cụ thể như một chiếc Douglas DC-3 60 năm tuổi vẫn bay vòng quanh thế giới mang theo hàng hóa (và còn thêm cả hành khách]]. Máy bay cánh quạt tuốc bin tầm ngắn như Fokker Friendship và British Aerospace ATP đang được sửa đổi để chấp nhận tấm nâng hàng chuẩn để kéo dài thời gian sử dụng. Từ đó đòi hỏi phải có sự thay thế về những cửa sổ bằng tấm bảng mờ, sàn khoang máy bay vững chãi hơn và việc lồng vào một cửa rộng có bản lề phía trên ở một bên thân máy bay.
Một số hãng vận tải thỉnh thoảng chuyên chở một số hành khách trên một số chuyến bay, và UPS từng một lần thất bại trong việc thành lập một bộ phận hãng chuyên chở cho thuê.

## Những hãng vận tải có tiếng

### Hãng vận tải toàn phần
- Airnet Express
- Air Hong Kong
- American International Airways/Kalitta
- Atlas Air
- Blue Dart Aviation
- Burlington Air Express
- Cargo 360
- Cargojet Airways
- Cargolux
- Challenger Air Cargo
- DAS Air Cargo
- DHL Aviation
- Emerald Air
- Emery Worldwide
- FedEx
- Fine Air
- First Flight
- Flying Tiger Line
- Gemini Air Cargo
- Heavylift Cargo Airlines
- Kalitta Air
- Kelowna Flightcraft (đại diện của Purolator)
- Kitty Hawk Aircargo
- Martinair
- National Air Cargo
- Polar Air Cargo
- Seaboard World Airlines
- Tampa Cargo
- TNT
- Tol Air
- United Parcel Service
- Varig Log
- Volga-Dnepr

### Hãng vận tải con
- Aeromexpress
- Thai Airways Cargo
- Air India
- Air France Cargo
- American Airlines Cargo
- Avianca Cargo
- British Airways World Cargo
- China Cargo Airlines
- Delta Cargo-Delta Air Lines hoạt động những chiếc máy bay khổng lồ duy nhất trong những chuyến vận tải trong thập niên 1970s
- Emirates SkyCargo
- KLM Cargo
- LAN Cargo
- Lufthansa Cargo
- MASkargo
- Nippon Cargo Airlines (NCA-một liên hợp của ANA)
- Northwest Cargo
- Pan Am Cargo
- SAS Cargo Group
- Singapore Airlines Cargo
- Qatar Airways Cargo

### Các hãng không tách biệt
- Cathay Pacific
- China Airlines